# Bolboceratidae

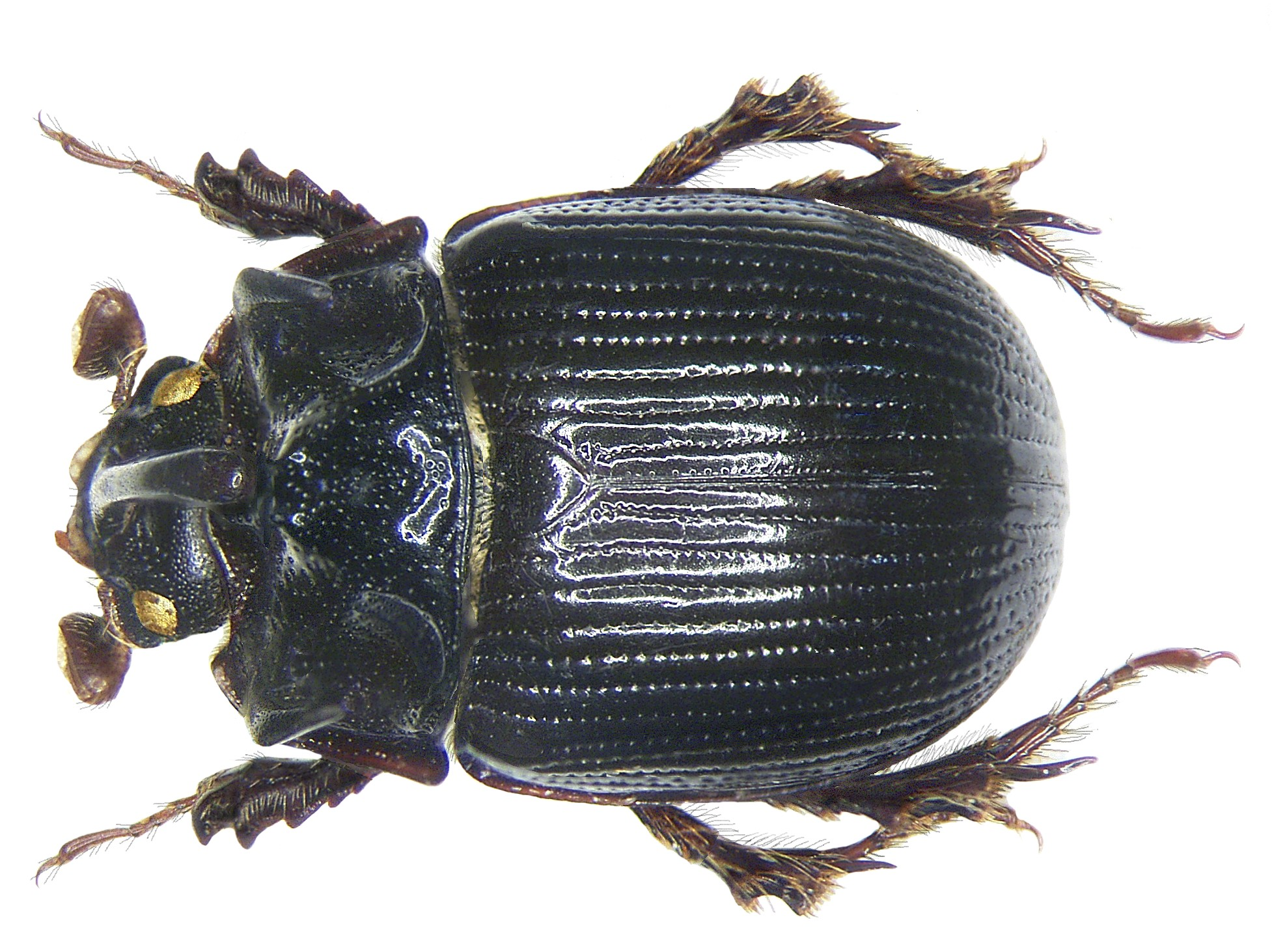
Odonteus armiger

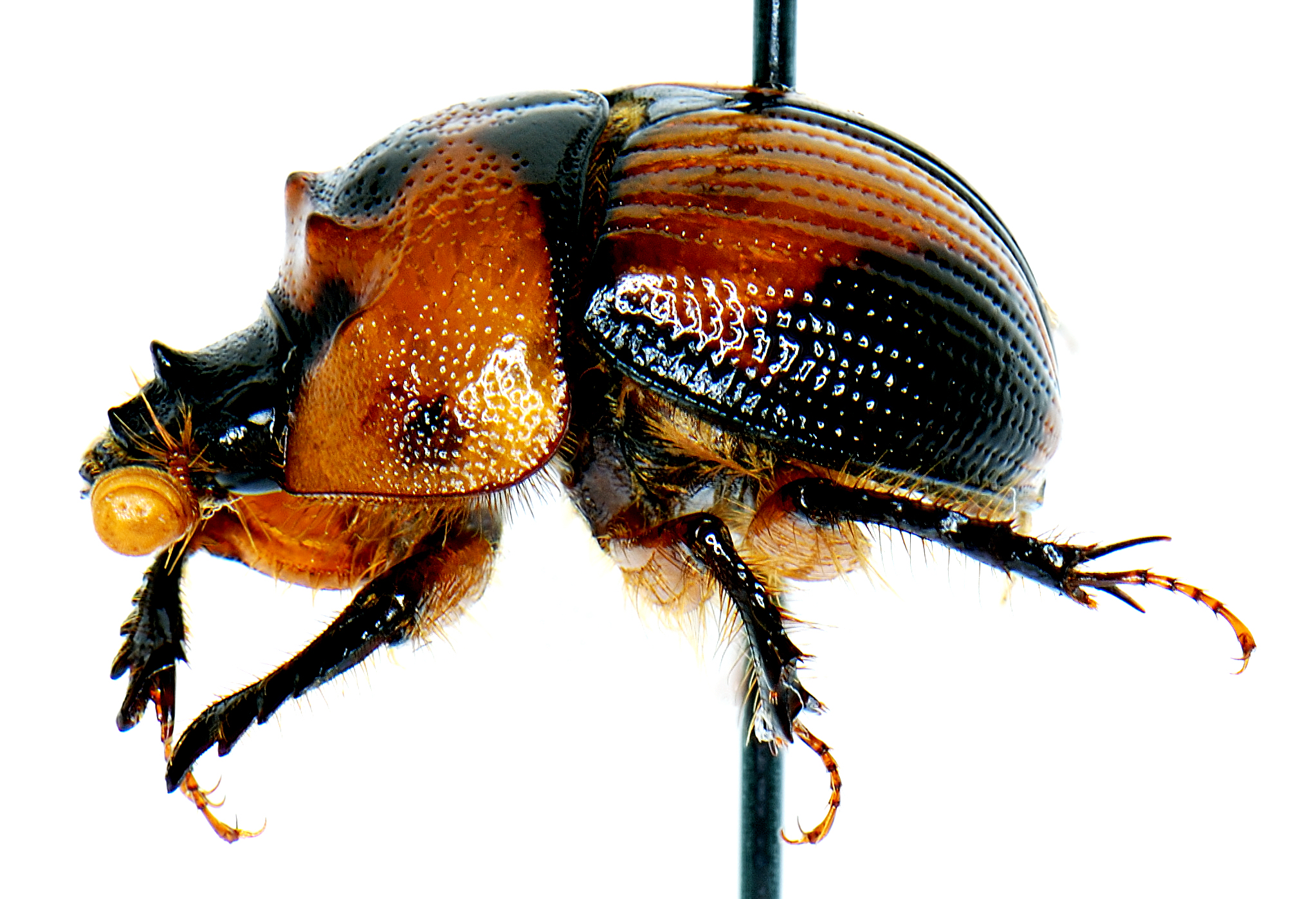
Bolbocerosoma tumefactum

Bolboceratidae ist eine Familie der Käfer innerhalb der Scarabaeoidea. Der Familie wurde 1995 durch Scholtz & Browne der Familienrang zuerkannt.

## Merkmale

### Käfer
Die Käfer haben eine Körperlänge von 5 bis 40 Millimeter. Ihr Körper ist oval oder rund und stark konvex. Er ist meist gelblich-braun, bei manchen Arten aber gelb und schwarz gefärbt. Der Kopf ist nicht scharf nach unten abgeknickt. Die Facettenaugen sind teilweise oder ganz durch einen Canthus getrennt. Der Epipharynx ist abgerundet und ist bei den Bolboceratinae am apikalen Rand mesial gekerbt, bei den Athyreinae gerade. Die elfgliedrigen Fühler haben eine dreisegmentige Keule. Die Palpen sind viergliedrig. Die Flügel haben bei der Familie eine charakteristische Flügeladerung und Verbindungssklerite. An den Tarsen ist ein Empodium ausgebildet. Die Lage der Tracheenöffnungen am Hinterleib ist unterschiedlich. Sie sind am ersten bis siebten Hinterleibssegment ausgebildet. Das erste oder die ersten beiden liegen am Sternit, die restlichen in der Pleuralmembran. Die männlichen Genitalien sind unterschiedlich ausgebildet und haben eine gut entwickelte Genitalkapsel und einen membranösen Medianlobus. Bei den Weibchen fehlen die Styli und pro Eierstock sind sechs Ovariolen ausgebildet.
Die Monophylie der Familie ist durch mehrere Merkmale an der Flügelbasis und den Flügeladern sowie auf folgende Autapomorphien begründet: Die Tracheenöffnungen am Hinterleib der Imagines sind unterschiedlich groß, die Tiere ernähren sich von Pilzen und sammeln Nahrung für ihre Larven. Bei den Larven ist das sechste bis zehnte Hinterleibssegment deutlich nach hinten verjüngt, ihnen fehlen merklich entwickelte, sklerotisierte Fühler, sie haben einen symmetrischen Hypopharynx und das zehnte Segment ist nicht abgeflacht.

### Larven
Die Larven der Unterfamilie Athyreinae sind unbekannt. Bei den Bolboceratinae haben sie einen breit „C“-förmigen Körper, bei denen die Thoraxsegmente und die ersten sechs Hinterleibssegmente am Rücken in zwei Falten geteilt sind. Ocelli fehlen. Die Fühler sind dreigliedrig und haben keinen großen Sinnesfleck. Die Mandibeln sind asymmetrisch, haben auf der Ventralseite einen Fortsatz und dort keinen Stridulationsbereich. Galea und Lacinia sind deutlich voneinander getrennt. Auf den mittleren und hinteren Beinen sind bei manchen Arten Organe zur Geräuscherzeugung ausgebildet. Die Hinterbeine sind nicht, oder nur geringfügig verkürzt. Die Tracheenöffnungen sind siebförmig (cribriform).

## Verbreitung und Lebensweise
Die Arten der Athyreinae sind in der Neotropis und Afrotropis verbreitet. Hauptverbreitungsgebiet der Familie sind jedoch trockene und sandige Lebensräume. In Australien treten 10 Gattungen auf der Unterfamilie Bolboceratinae auf, im südlichen Afrika sind es 9, 12 in der Neuen Welt.
Über die Lebensweise der meisten Arten ist nur sehr wenig bekannt. Die Imagines sind hauptsächlich nachtaktiv und werden durch künstliche Lichtquellen angezogen. Es gibt jedoch auch Arten, wie etwa manche der Gattung Bolbocaffer, die tagaktiv sind. Von den bekannten Arten weiß man, dass sie Humus für ihre Larven in Baue eintragen. Von Arten der Gattung Bolboceras hat man sämtliche Entwicklungsstadien gleichzeitig im jeweils selben Bau gefunden. Diese Baue können bei manchen Arten eine Tiefe von bis zu drei Metern erreichen.

## Taxonomie und Systematik
Die Familie umfasst zwei Unterfamilien mit ungefähr 40 Gattungen und 350 Arten, wobei die Unterfamilie Athyreinae mit nur vier Gattungen und etwa 70 Arten deutlich kleiner ist als die Unterfamilie Bolboceratinae.

## Belege